# André Bonin
André Bonin (Granville, 10 marzo 1909 – Parigi, 7 settembre 1998) è stato uno schermidore francese, vincitore di una medaglia d'oro nella scherma ai giochi olimpici.